# Спинола де ла Серда, Карлос Амбросио, 5-й маркиз Лос-Бальбасес
Карлос Амбросио Спинола де ла Серда-и-Колонна (исп. Carlos Ambrosio Spínola de la Cerda y Colonna; 20 января 1696, Милан — 18 декабря 1757, Мадрид), 5-й маркиз де Лос-Бальбасес — испанский придворный.

## Биография
Сын Карло Филиппо Спинола Дориа, маркиза де Лос-Бальбасес, и Изабели Марии де ла Серда.
В 1721 году наследовал своему отцу, затем был назначен дворянином Палаты Его Величества и 14 сентября 1721 определен на службу к инфанту дону Луису, которому служил во время его краткого правления в 1724 году. Весной 1727 года отправился в Португалию в качестве чрезвычайного посла, чтобы просить руки инфанты Марии Барбары, и устроил свадьбу с принцем Астурийским доном Фернандо. Сопровождал инфанту в Мадрид; год спустя был назначен первым рыцарем принцессы Астурийской Марии Барбары де Браганса, которой он служил на протяжении всей своей жизни.
В 1732 году отправился в Италию с королевским разрешением, чтобы попытаться вернуть свои значительные земельные владения в Милане и Неаполе, утраченные в 1714 году, чего он в значительной степени добился под защитой испанских армий, которые действовали под командованием инфанта дона Карлоса, скоро ставшего королем Сицилии и Неаполя.
18 декабря 1737 был пожалован в рыцари ордена Золотого руна, орденскую цепь получил из рук короля 24 апреля 1738 в Аранхуэсе. Рыцарь ордена Святого Януария (1740), рыцарь (1756), затем командор Орначоса Военного ордена Сантьяго.

## Семья
Жена (2.02.1717): Ана Каталина де ла Куэва-и-де ла Серда (14.01.1692—2.07.1766), дочь Франсиско Фернандеса де ла Куэва, герцога Альбуркерке, и Хуаны де ла Серда-и-Арагон. Приходилась мужу двоюродной сестрой
Дети:
- Карлос Хоакин Спинола де ла Куэва (1718—1798), маркиз де Лос-Бальбасес. Жена 1) (1737): Мария Виттория Джузеппа Колонна (8.01.1721—12.04.1777), дочь Фабрицио II Колонна, герцога и князя ди Пальяно, и Катерины Зефирины Сальвиати ди Джулиано; 2): Мария де Валькарсель-и-Кордова (ок. 1730—)
- Анхель Антонио Спинола де ла Куэва (30.01.1729—1789), маркиз де Монтевело. Рыцарь орденов Сантьяго и Карлоса III, командующий на Гуадалканале, генерал-лейтенант
- Мария Доминга Тереса Ана Анхела Никаласия Спинола де ла Куэва (4.08.1737—1757). Муж (1754): Мануэль Хуан Осорио Веласко Гусман (ок. 1734—1793), 14-й маркиз де Альканьисес